# ダン・アブネット
ダン・アブネット（Dan Abnett、1965年10月12日 - ）はイギリスの漫画家、小説家。
ガーディアンズ・オブ・ギャラクシーの原作者の一人。

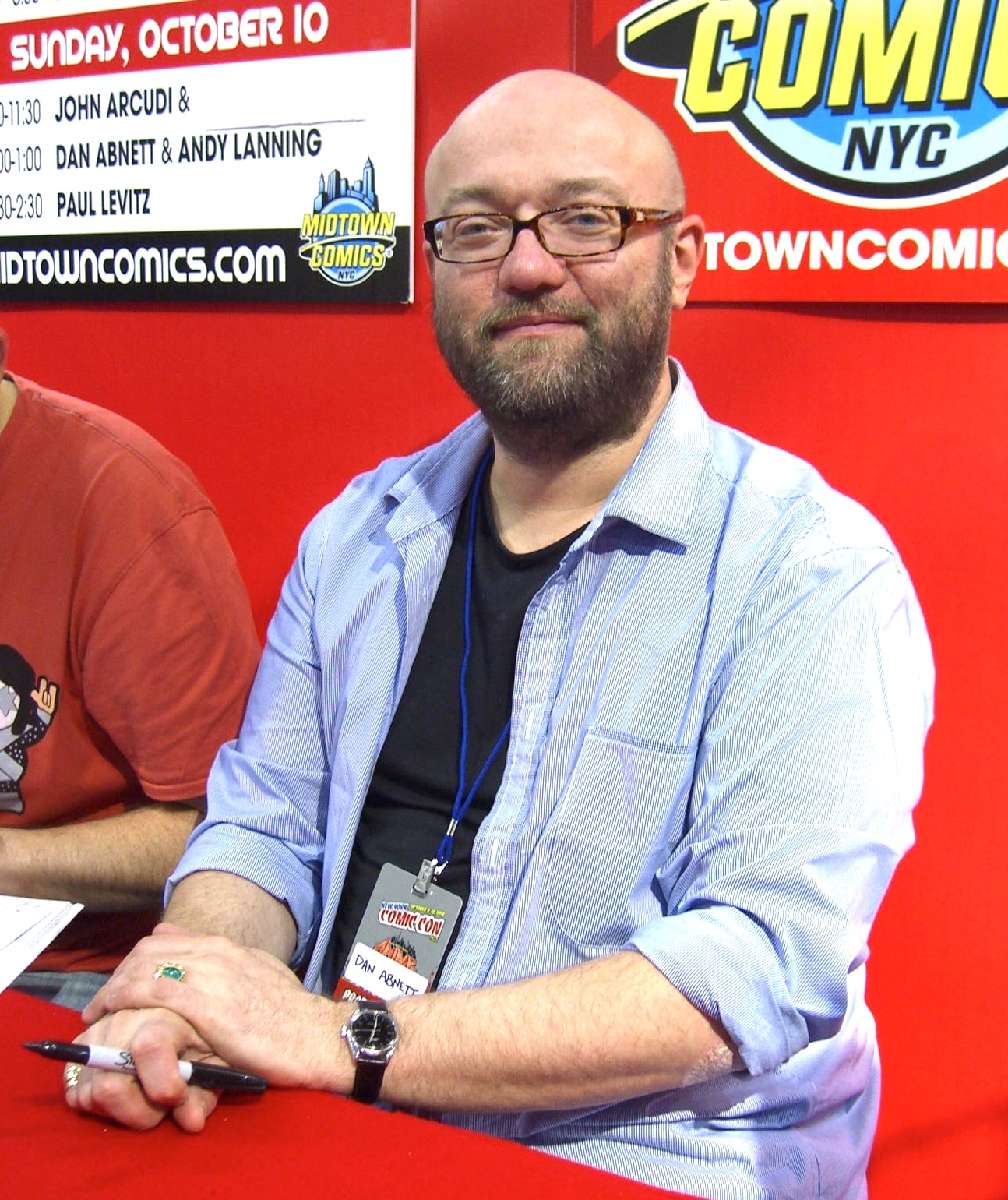
ダン・アブネット

## 出版
- ガーディアンズ・オブ・ギャラクシー：プレリュード ISBN 978-4-7968-7519-6